# Laurent de Gouvion-Saint-Cyr
Laurent de Gouvion-Saint-Cyr (Toul (Lotaringia), 1764. április 16. – Hyères (Var), 1830. március 17.); francia katonatiszt, a napóleoni háborúk hadvezére, Franciaország marsallja, Saint-Cyr márkija.

## Élete és pályafutása
A forradalmi háborúkban 1794-ben már hadosztálytábornok. Előbb Hollandiában, majd Itáliában harcolt. 1805-ben Velencét, 1806-ban Nápolyt foglalta el. Az 1812-es oroszországi hadjáratban sikeresen harcolt a Düna mellett, s ezért Napóleon marsallá nevezte ki. Drezdában 1813. november 11-én kapitulálni volt kénytelen. XVIII. Lajos király Franciaország pair-jévé és hadügyminiszterré nevezte ki, közben tengerészeti miniszter is volt. 1819-ben lemondott állásairól.